# Toschia picta
Toschia picta är en spindelart som beskrevs av Lodovico di Caporiacco 1949. Toschia picta ingår i släktet Toschia och familjen täckvävarspindlar. Inga underarter finns listade i Catalogue of Life.